# Vila-sacra
Vila-sacra est une l dans la communauté autonome de Catalogne, province de Gérone, de la comarque d'Alt Empordà